# Helena Molak
Helena Molak (ur. 1921 w Goleszowie, zm. 2012 w Cisownicy) – polska socjolożka, działaczka ruchu ludowego, kurierka Wincentego Witosa.

## Życiorys

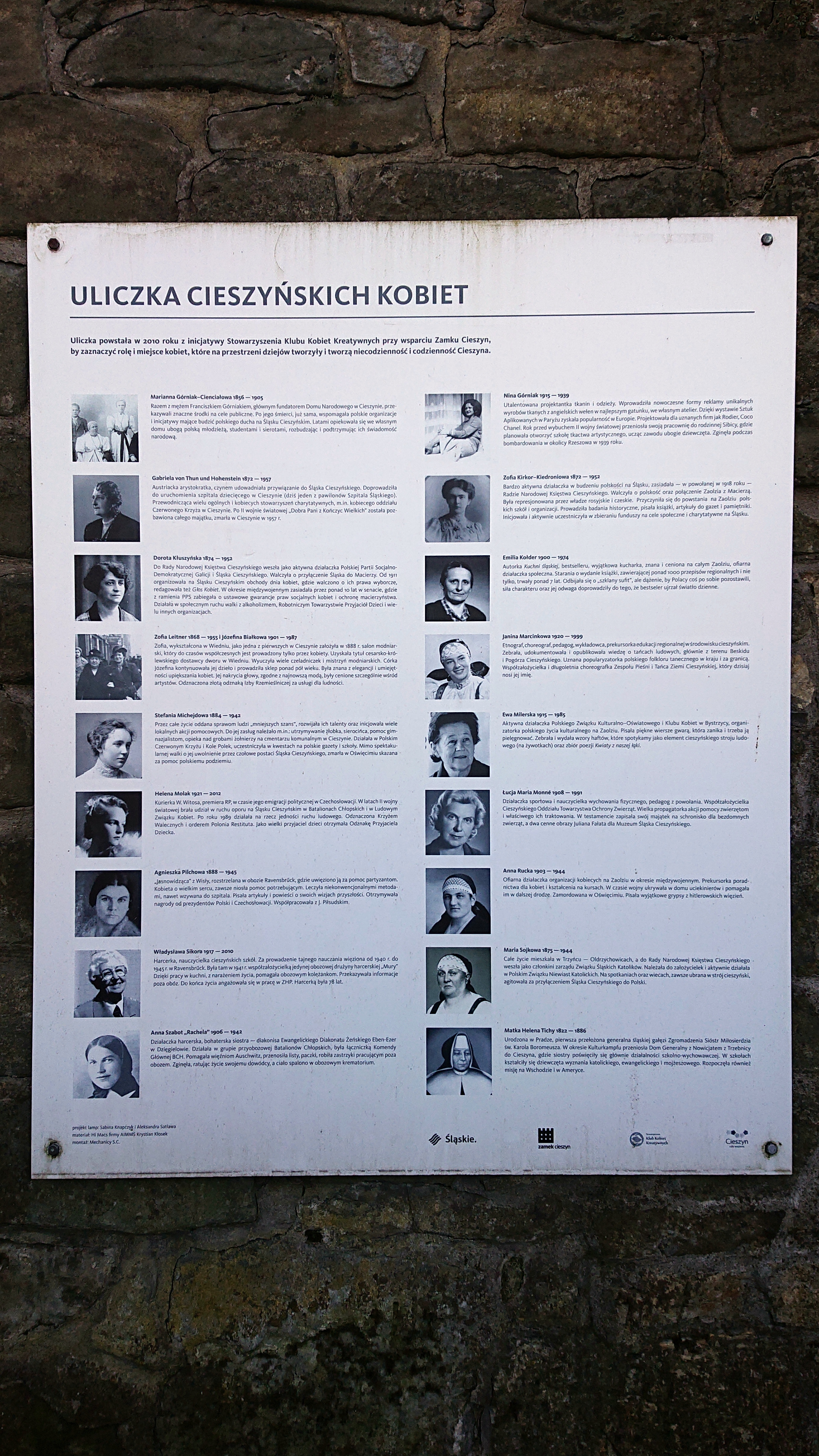
Tablica upamiętniająca kobiety Śląska Cieszyńskiego (Uliczka Cieszyńskich Kobiet), Helena Molak w lewej kolumnie czwarta od dołu

Była córką Pawła Niemca, działacza społecznego, i Anny Cichy. W 1938 ukończyła Szkołę Handlową w Cieszynie. Potem rozpoczęła naukę w Zakopanem.
Jako nastolatka była kurierką między Stronnictwem Ludowym w kraju a Wincentym Witosem, kiedy po procesie brzeskim przebywał w Czechosłowacji (1933). W czasie II wojny światowej pod pseudonimem „Stokrotka” była kurierką i członkinią Stronnictwa Ludowego „Roch”. Była łączniczką między Śląskiem Cieszyńskim a Krakowem. Kierowała łącznością w podokręgu śląskim. W 1942 została członkinią skład kierownictwa „Rocha” w tym okręgu. Wstąpiła do Batalionów Chłopskich, organizowała komórki Ludowego Związku Kobiet. Prowadziła kolportaż gazet. Regularnie przekraczała zieloną granicę. Współpracowała z Delegaturą Rządu na Kraj w Krakowie. Dostarczała Żydom żywność, przekazywała lekarstwa do obozów. 
W 1945 w Cieszynie zdała maturę. W tym samym roku wyszła za mąż za pedagoga Adolfa Molaka. Małżonkowie wyjechali do Warszawy. Tam Molak zaczęła działalność polityczną jako delegatka na I Kongres PSL w Krakowie. Uczestniczyła w tworzeniu struktur ZMW „Wici” na Śląsku.
Ukończyła socjologię na Uniwersytecie Warszawskim. Była redaktorką czasopisma „Płomyczek”. Od 1970 mieszkała w Katowicach, gdyż mąż został dziekanem Wydziału Pedagogicznego na Uniwersytecie Śląskim. W 1975 wróciła do Cisownicy.
Po 1989 była delegatką na Kongresach PSL i członkinią władz partii. Otrzymała wiele odznaczeń państwowych, m.in. Brązowy Krzyż Zasługi (1951), Krzyż Kawalerski Orderu Odrodzenia Polski, Krzyż Walecznych i Odznakę Przyjaciela Dziecka. Była honorową obywatelką Cisownicy. 
Z jej inicjatywy w 2003 w Gródku na Zaolziu postawiono pomnik Wincentego Witosa. Była pierwszą osobą, która posadziła honorowy krzew cisu w Cisownicy.
Została pochowana na cmentarzu ewangelickim w Ustroniu.

## Upamiętnienie
W 2013 została uhonorowana lampą ufundowaną przez rodzinę oraz przyjaciół umieszczoną na Uliczce Cieszyńskich Kobiet.